# Драма (жанр)
Дра́ма (др.-греч. δρᾶμα «деяние, действие») — литературный (драматический) и сценический жанр. Получил особое распространение в литературе XVIII—XXI веков, постепенно вытеснив другой жанр драматургии — трагедию, противопоставив ему преимущественно бытовой сюжет и более приближенный к обыденной реальности стиль.
В отличие от лирики и подобно эпосу, драма воспроизводит, прежде всего, внешний мир — взаимоотношения между людьми, их поступки, возникающие конфликты. В отличие от эпоса, она имеет не повествовательную, а диалогическую форму. Эстетический предмет драмы — эмоционально-волевые реакции человека, проявленные в словесно-физических действиях. Для драматических произведений характерны остро-конфликтные ситуации, властно побуждающие персонажа к словесно-физическому действию. Драмы специфически изображают, как правило, частную жизнь человека и его социальные конфликты. При этом акцент часто делается на общечеловеческих противоречиях, воплощённых в поведении и поступках конкретных персонажей.

## Проблема обособления драмы как жанра
Понятие «драма как жанр» (отличное от понятия «драма как род литературы») известно в русском литературоведении. Так, Б. В. Томашевский пишет:
В XVIII в. количество «драматических» жанров увеличивается. Наряду со строгими театральными жанрами выдвигаются низшие, «ярмарочные»: итальянская комедия-буффонада, водевиль, пародия и т. п. Эти жанры являются источниками современного фарса, гротеска, оперетки, миниатюры. Комедия раскалывается, выделяя из себя «драму», т. е. пьесу с современной бытовой тематикой, но без специфического «комизма» положения («мещанская трагедия» или «слезная комедия»). <…> Драма решительно вытесняет остальные жанры в XIX в., гармонируя с эволюцией психологического и бытового романа.
С другой стороны, драма как жанр в истории литературы распадается на несколько обособленных модификаций:
- XVIII век — время мещанской драмы (Дж. Лилло, Д. Дидро, П.-О. Бомарше, Г. Э. Лессинг, ранний Ф. Шиллер).
- В XIX веке развитие получает реалистическая и натуралистическая драма (А. Н. Островский, Г. Ибсен, Г. Гауптман, А. Стриндберг, А. П. Чехов).
- На рубеже XIX—XX веков развивается символистская драма (М. Метерлинк).
- В XX веке — сюрреалистская драма, экспрессионистская драма (Ф. Верфель, В. Газенклевер), драма абсурда (С. Беккет, Э. Ионеско, Э. Олби, В. Гомбрович), мелодрама и другие.

Многие драматурги XIX−XX веков использовали слово «драма» для обозначения жанра своих сценических произведений.

## Поджанры
Как литературный жанр драма имеет устойчивые поджанры:
- мелодрама;
- психологическая драма (см. психология);
- мещанская драма (в XVIII веке);
- драма абсурда;
- символистская драма;
- экзистенциальная драма (см. экзистенциализм).

## История драмы как литературного жанра
Жанр драмы, то есть серьёзной пьесы, содержание которой связано с изображением обыденной жизни (в противоположность трагедии, в которой герой находится в исключительных обстоятельствах) ведёт свою историю с XVIII века, когда ряд европейских драматургов (Дж. Лилло, Д. Дидро, П.-О. Бомарше, Г. Э. Лессинг, ранний Ф. Шиллер) создают т. н. мещанскую драму. Мещанская драма изображала частную жизнь человека, конфликт пьесы зачастую был тесно связан с внутрисемейными противоречиями.
В XIX веке жанр драмы получил мощное развитие в рамках литературы реализма. Драмы из современной жизни создавали О. де Бальзак, Л. Н. Толстой, А. Н. Островский, Г. Ибсен, Г. Гауптман, Г. Зудерман. В то же время переживает расцвет мелодрама, сосредоточивающаяся преимущественно на сфере человеческих чувств (А. Дюма-сын и др.)
Первооткрывателем символистской драмы стал бельгийский франкоязычный драматург М. Метерлинк. Вслед за ним символистская поэтика и мироощущение закрепляется в драмах Г. Гауптмана, позднего Г. Ибсена, Л. Н. Андреева, Г. фон Гофмансталя.
В XX веке жанр драмы обогащается приёмами литературы абсурда. В пьесах позднего А. Стриндберга, Д. И. Хармса, В. Гомбровича изображается абсурдная реальность, поступки персонажей зачастую алогичны. Законченное выражение абсурдистские мотивы получили в творчестве франкоязычных авторов т. н. драмы абсурда — Э. Ионеско, С. Беккета, Ж. Жене, А. Адамова. Вслед за ними абсурдистские мотивы развивали в своих драмах Ф. Дюрренматт, Т. Стоппард, Г. Пинтер, Э. Олби, M. Волохов, В. Гавел.